# Smurfparty
Smurfparty är ett musikalbum som släpptes i Sverige den 28 augusti 2008 och gick nästan direkt in på topplistan.

## Låtlista
1. Smurfvänner (Umbrella)
2. Smedjesmurfen (Cara Mia)
3. Sommarsmurfar (Sommartider)
4. Smurfar surfar (Dragostea Din Tei)
5. Låten Smurf (Boten Anna)
6. Kokobom Smurf Smurf (Kokobom)
7. Gympa Mer (Gummybear Song)
8. Min smurfdröm (Everytime We Touch)
9. Smurfshow (Lay Your Love on Me)
10. Smurfpirater till havs! (Wolves of the Sea)
11. Smurfrock - Det är cool, ja! (Hard Rock Hallelujah)
12. Var lite Smurf! (My Friends And Me)
13. Vem vill Smurfa? (Do You Smurf Me)
14. Smurfa på, det är perfekt (Smurfery Perfect)
15. Smurfan (Oh Smurfette)

## Listplaceringar
| Lista (2008) | Topplacering |
| ------------ | ------------ |
| Sverige      | 10           |

### Fotnoter
1. ↑  ”Smurfparty”. Hitparad. Arkiverad från originalet den 6 mars 2016. https://web.archive.org/web/20160306054042/http://www.hitparad.se/showitem.asp?interpret=Smurfarna&titel=Smurfparty&cat=a. Läst 31 oktober 2012.